# Санто Томас (Сантијаго Милтепек)
Санто Томас (шп. Santo Tomás) насеље је у Мексику у савезној држави Оахака у општини Сантијаго Милтепек. Насеље се налази на надморској висини од 1986 м.

## Становништво
Према подацима из 2010. године у насељу је живело 9 становника.

### Хронологија
| Година       | 2005       | 2010 |
| ------------ | ---------- | ---- |
| Становништво | 12 (6 / 6) | 9    |

### Попис
| # | Индикатор                     | Вредност |
| - | ----------------------------- | -------- |
| 1 | Укупно домаћинстава           | 2        |
| 2 | Укупно насељених домаћинстава | 1        |
| 3 | Величина локације             | 1        |